# Nasser Givehchi
Nasser Givehchi, né le 12 novembre 1932 à Téhéran (Iran) et mort le 15 mai 2017 dans la même ville, est un lutteur iranien spécialiste de la lutte libre.

## Carrière
Nasser Givehchi participe aux Jeux olympiques d'été de 1952 à Helsinki et remporte la médaille d'argent dans la catégorie de poids plumes.